# UART 8250

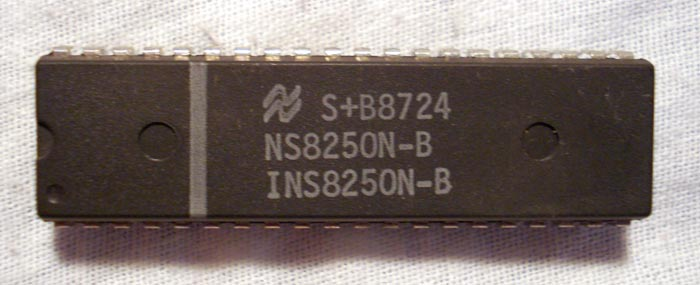
Un xip UART NS8250B.

8250 UART

El UART 8250 (transmissor/receptor asíncron universal) és un circuit integrat dissenyat per a implementar la interfície de comunicacions sèrie. La part va ser fabricada originalment per National Semiconductor Corporation. Va ser utilitzat comunament en ordinadors i equips relacionats, com impressores o mòdems. El 8250 inclou un generador de velocitat de transmissió programable, permetent l'ús velocitats de transferència estàndard i velocitats especials per a fins que es podrien obtenir acuradament d'una freqüència de referència arbitrària d'oscil·lador de cristall.
Les denominacions de xips comporten lletres de sufix per a versions posteriors de la mateixa sèrie de xips. Per exemple, el 8250 original aviat va ser seguit pel 8250A i 8250B, versions que corregien alguns errors. Sovint es confon amb el USART 8251 que es va popularitzar com a port síncron a l'ordinador personal d'IBM, tot i que per a millors prestacions calia un Zilog SCC, que permet protocols de capa d'enllaç de dades com Bisync, HDLC i SDLC o fins i tot la xarxa local del Macintosh.
A causa de l'alta demanda, aviat altres fabricants van començar a oferir xips compatibles. Western Digital va oferir el xip «WD8250» sota les denominacions Async Communications Interface Adapter (ACIA) i Async Communications Element (ACE).
El xip UART 16450(A), comunament utilitzat en ordinadors de la sèrie IBM PC/AT, va millorar el 8250, permetent velocitats de transmissió sèrie més altes.
Amb la introducció de sistemes operatius multitasca en maquinari de PC, com OS/2, Windows NT o diversos sabors de UNIX, el poc temps disponible per servir peticions d'interrupció caràcter per caràcter es va convertir en un problema, per tant els ports sèrie d'IBM PS/2 van presentar el UART 16550 (A) que tenia incorporat un FIFO de 16 bytes o memòria intermèdia, per recollir caràcters entrants.
Els models posteriors afegien memòries més grans, donaven suport a velocitats més altes, combinaven diversos ports en un xip i, finalment, van passar a formar part dels circuits Super I/O ara comuns, que combinaven molt de lògica d'entrada/sortida en una placa base de PC.

## Història
El controlador UART 8250 es va introduir amb l'IBM PC. Les revisions 8250A i 8250B van ser alliberades després, i el 16450 es va introduir amb l'IBM PC/AT.
La principal diferència entre els llançaments va ser la velocitat màxima de comunicació permesa.